# Орєховно (Плюський район)
Орєховно (рос. Ореховно) — присілок в Плюському районі Псковської області Російської Федерації.
Населення становить 84 особи. Входить до складу муніципального утворення Лядська волость.

## Історія
Від 2015 року входить до складу муніципального утворення Лядська волость.

## Населення
| 2001 | 2002 | 2010 |
| ---- | ---- | ---- |
| 150  | ↘127 | ↘84  |